# Fereydoon Foroughi
Fereydoon Foroughi (Persiano: فریدون فروغی) (Tehran, 29 gennaio 1951 – Tehranpars, 5 ottobre 2001) è stato un cantautore, compositore e musicista iraniano Contribuì notevolmente alla musica e alle arti iraniane e la sua voce e il suo stile unici divennero presto molto popolari. Il suo stile era ispirato dal jazz e dal blues..

## Biografia

### Giovinezza e studi
Fereydoon è nato lunedì 29 gennaio 1951 nel quartiere Salsabil di Teheran. Suo padre, Fathullah, era un lavoratore del tabacco e scriveva poesie e musiche per archi. La sua famiglia paterna era uno dei grandi proprietari terrieri di Naraq. Era il quarto e ultimo figlio della sua famiglia ed aveva tre sorelle maggiori, Parvaneh, Effat e Forough.
All'età di 16 anni, Fereydoon suonò per i due anni successivi con una band professionale, eseguendo popolari canzoni occidentali e melodie coeve, in particolare di musica blues. Dopo una delusione amorosa, abbandona temporaneamente la musica per tornare nel 1969, dopo l'invito del proprietario del cabaret di Kazab a Shiraz. Alla fine degli anni '70 divenne un cantante di spicco nei locali notturni della vecchia Teheran e la star di caffè famosi come il Marquis e il Kakouleh.

### Gli anni '70

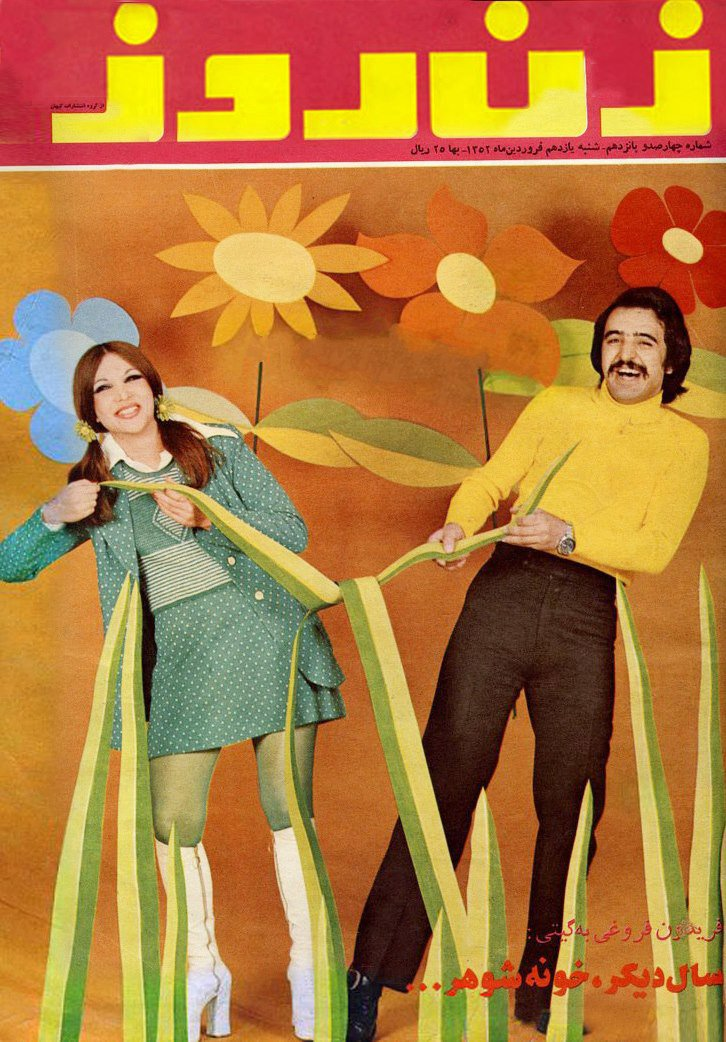
Fereydoon Foroughi sulla copertina di una rivista iraniana del 1973

Le prime incisioni di Foroughi sono del 1971 con il film Adamak diretto da Khosrow Haritash, in cui Fereydoon canta i brani Adamak e Parvaneh Man con la musica di Touraj Shabankhani e le parole di Labat Vala. Dopo l'uscita del film, i singoli delle due canzoni ebbero un notevole successo locale, rendendo molto popolare il nome di Foroughi.
Dopo un po', Fereydoun firmò un contratto con Farshid Ramzi, il regista del programma televisivo Six and Eight. Questa collaborazione porta a produrre canzoni come Zendoone Del ("Prison of the Heart") e Sorrow of Loneliness con testi di Arash Sezavar e musiche di William Khno, il primo dei quali fa di Foroughi un artista di stile. Fetne chakmepoosh diretto da Homayoon Bahadoran è stato il secondo film in cui Foroughi ha eseguito una canzone nel 1972. Nello stesso anno, ha incontrato e sposato Goli Fatorehchi.
Nel 1973, le musiche del film Tangna di Amir Naderi, con melodie esilaranti e scioccanti composte da Monfaredzadeh, avevano la voce di Foroughi nei titoli di coda. Nello stesso anno, ha eseguito diverse canzoni, la più importante delle quali è stata Niaz ("Need"), testi di Shahyar Ghanbari e musica di Monfardzadeh; una canzone che porta all'interrogatorio di tutte e tre le persone da parte della SAVAK. Nello stesso anno eseguirà la canzone Fresh Air in un colorato programma televisivo.

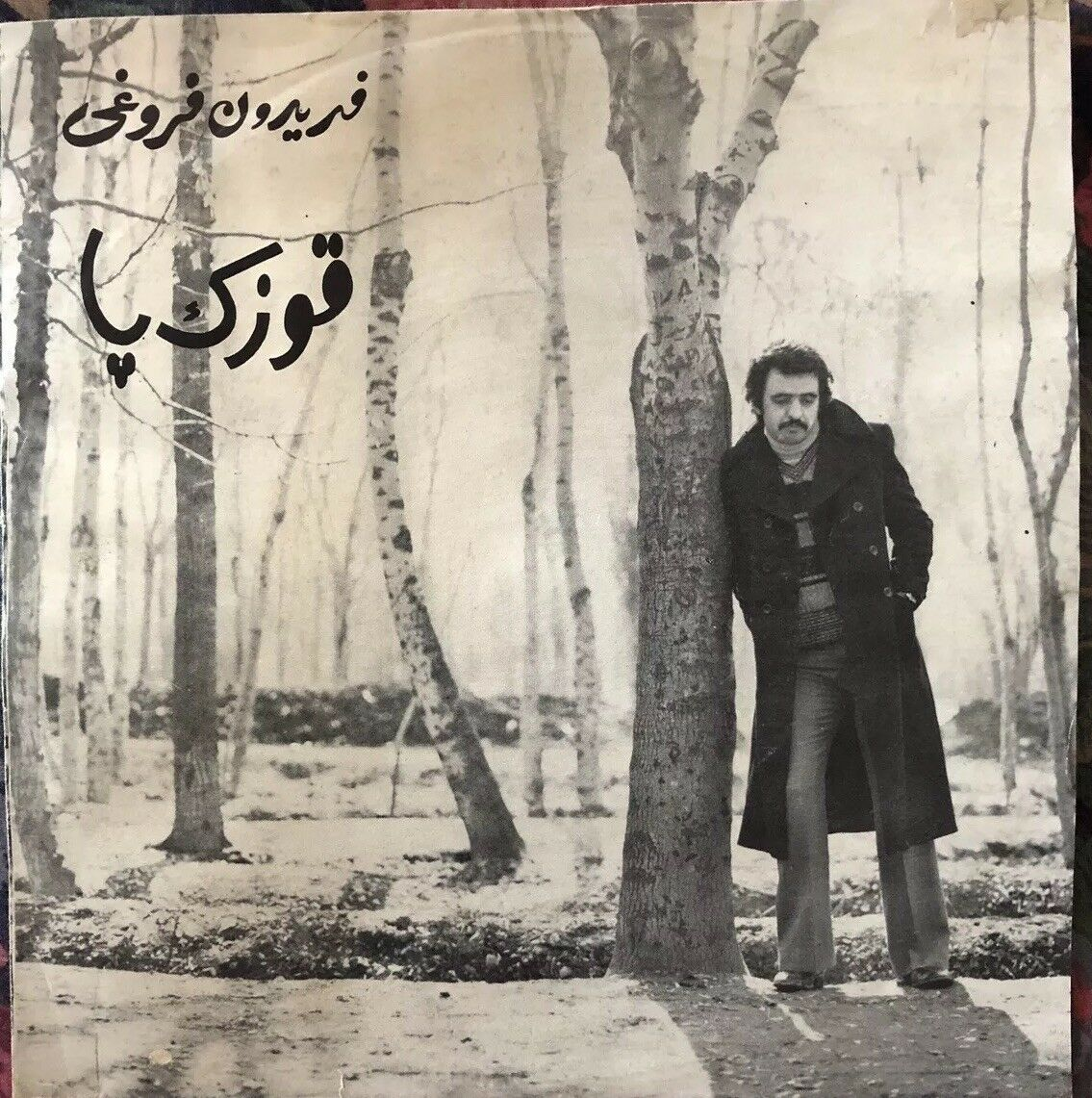
Fereydoon Foroughi su un 7" del 1978

Nel 1974, ha eseguito una canzone per il film Yaran, interpretato e diretto da Farzan Deljou. Nello stesso anno Foroughi ha divorziato dalla moglie a causa di un malinteso. Successivamente, ha eseguito la canzone Hamisheh Ghayeb ("Always Absent") con un testo di Shahyar Ghanbari, musica di William Kheno e arrangiamento di Varoujan Hakhbandian. La canzone era stata precedentemente eseguita come Tired Fish.
Diventando gradualmente un artista esperto, iniziò a collezionare le sue opere e pubblicò il suo primo album, Zendoone Del. Ha pubblicato il suo secondo album chiamato Yaran nel 1974. Nello stesso anno gli è stato vietato di recitare per due anni a causa dell'esecuzione della canzone Sale Ghahti ("Anno della carestia") da parte del governo imperiale. Nel 1977, dopo l'annuncio dello spazio politico aperto da parte del governo, Foroughi pubblicò il suo terzo album chiamato Sale Ghahti. Nel febbraio di quest'anno, suo padre morì di polmonite.

### 1979-in poi: Il dopo rivoluzione islamica

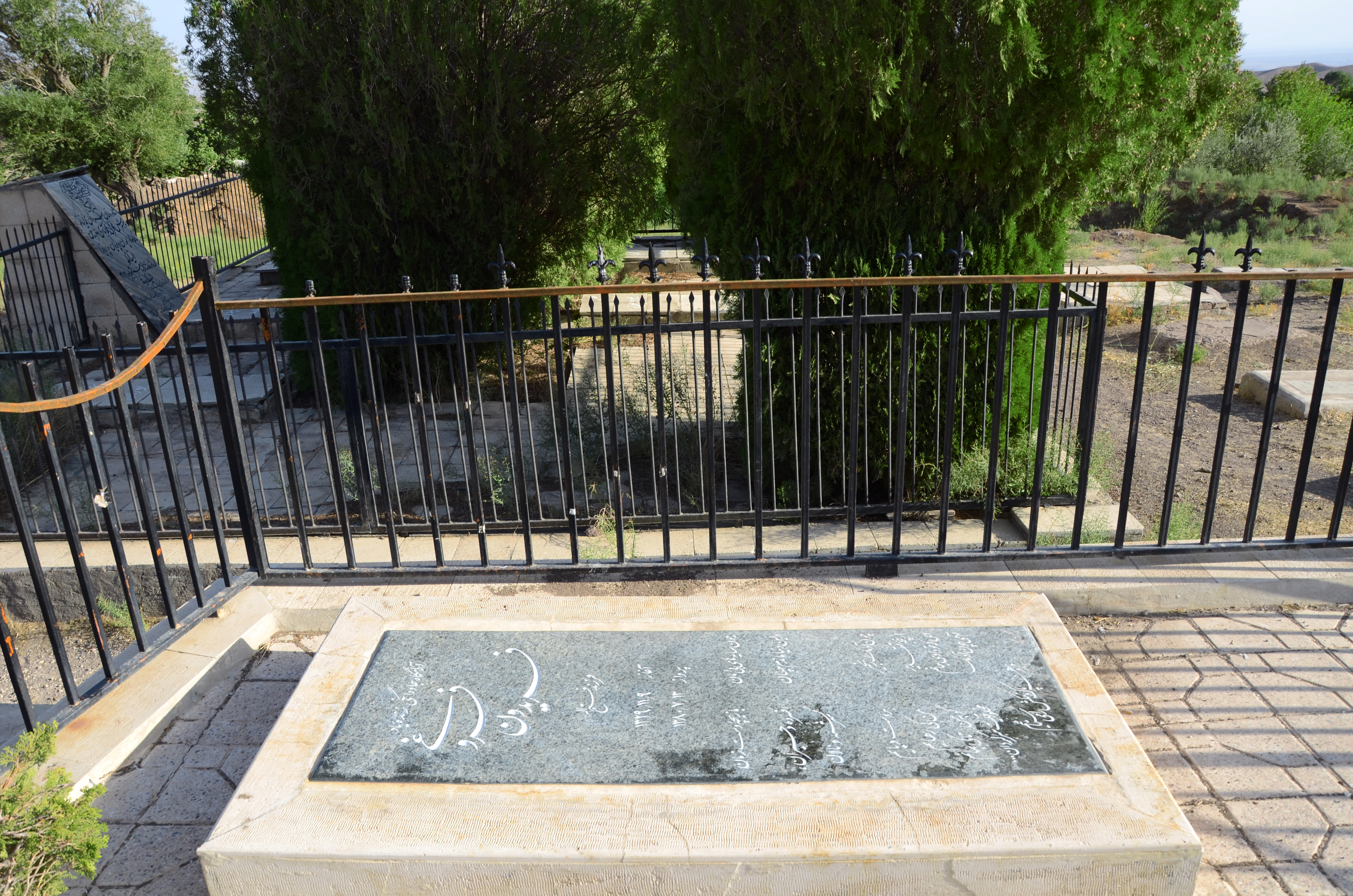
La tomba di Fereydoon Foroughi

Nel 1978, con il deterioramento della situazione politica in Iran che portò alla la rivoluzione islamica, Foroughi protestò contro la situazione nel paese con l'uscita dell'album Bateshkan. Nello stesso anno ha eseguito una canzone intitolata Prostitute, che non è mai stata pubblicata.
Nel 1979, dopo la rivoluzione, Foroughi rimase in Iran e si esibì in un concerto che includeva le canzoni di questo concerto nell'album di Foroughi in un nuovo inizio. Dopo l'uscita di questo album, nel 1980, Foroughi ha eseguito la canzone Yar Dabestani per il film Az faryad ta teror ("Dall'urlo dell'assassinio"), diretto da Mansour Tehrani, che viene utilizzata nei titoli di coda. Sebbene non sia stato ancora annunciato alcun divieto ufficiale per le attività di Foroughi, Tehrani fu informato che deve rimuovere la voce di Foroughi dal suo film. Di conseguenza, la canzone fu cantata da Jamshid Jam. Allo stesso tempo, si sparse la voce sul divieto delle attività di Foroughi. In questo periodo canto il brano Koocheye Shahre Delam ("Vicolo della città del mio cuore").
Fereydoon morì di infarto all'età di 50 anni il 5 ottobre 2001 nella sua casa di Tehranpars. Fu sepolto nel villaggio di Qurqurak Buin Zahra a Qazvin, accanto a piccoli stagni, all'ombra di una grande montagna e nella tranquillità che attendeva da anni. Shahyar Ghanbari, cantante, cantautore, compositore e vecchio amico di Fereydoun, dice della sua morte: "Fereydoun Foroughi muore per la seconda volta. La prima volta in cui l'uomo non sapeva cantare e la seconda volta in cui l'uomo voleva cantare. Fereydoun è stato ucciso dall'oblio e dall'estinzione." Ogni anno i suoi follower su Instagram si riuniscono sulla sua tomba nel villaggio di Gorgorak.

## Discografia

### Album
- 1972 - Zendoone Del
- 1977 - Sale Ghahti
- 1979 - Doe Taa Chesm Seyah Dari

## Filmografia
- 1971 - Adamak
- 1972 - Fetne chakmepoosh
- 1973 - Zan-e bakere
- 1973 - Tangna
- 1973 - Keyfar
- 1974 -  Yaran